# Üszögpuszta
Üszögpuszta (horvátul Isik) Pécs közigazgatási területének délkeleti szélén fekvő településrész. Az egykori uradalmi központ mára sokszínűvé vált: kertvárosias lakóövezet, mezőgazdasági telephelyek és ipari-logisztikai terület is.

## Nevének eredete
A települést a korabeli összeírások Yzud, Yzigh, IIzegh, Izwgh, Izewgh, Iszewghy néven említik 1292-ben, 1542-ben, 1551-ben és 1564-ben. Későbbi írott forrásokban több változatban előfordul, például Izig, Üszög, Üszök, Üszög-puszta, Izud, Vőszegh, Üszögh, Üszögy. Az üszög kifejezés az ősmagyar parázs, izzik szavunkból származik, nem a betegség nevéből.

## Fekvése
Üszög Baranya vármegye középső részén, közvetlenül Pécs szomszédságában, attól kelet-délkeletre terül el. Bár csak néhány kilométerre esik a Mecsek hegység déli lábától, de földrajzilag a Baranyai-dombság része. Nyugatról a Pécs–Mohács-vasútvonal, északkeletről Újhegy, délkeletről Kozármisleny határolja.
Üszög öt, egymástól földrajzilag elkülönült területből áll: Üszög, Üszögpuszta, Üszögi Kiserdő, Üszög víztározó és Üszög vasútállomás (jelenleg: Pécsbánya-Rendező vasútállomás). 
Üszögi területen helyezkedik el a Pécsi Ipari Park mintegy kétharmada; ezen a részen található többek között az Elcoteq telephelye, az Alexandra új központja, a BAT logisztikai központja, és még a PIP központi épületegyüttese is.

### Megközelítése
A városrész közúti megközelítési lehetőségei kedvezőek, mert a Mohács-Pécs közti 57-es főút és a Pécset keletről elkerülő 578-as főút keresztezése közelében fekszik; főutcája az 5617-es út. Délkeleti határszélén indul, az 57-es főútból délnek kiágazva a Siklósra vezető 5711-es út.

## Története

### Prehisztorikum
Éghajlata, földrajzi helyzete és gazdag forrásai magyarázzák, hogy az őskortól fogva a puszta és környéke lakott terület volt. A környék leletei arra utalnak, hogy az újabb kőkorban jelenik meg az ember ezen a tájon. A bronzkorban a környéken az urnasíros kultúrák képviselői éltek i. e. 1100-800 között. Üszögön a vasútvonal mentén szórványlelet került napvilágra; fekete, grafitos urnatöredék, alsó részén alig látható enyhe függőleges árkolással. Üszögpuszta valószínűleg lakott, de gazdaságilag mindenképpen használt terület volt a kelta korban is.

### Római kor
A Római Birodalom az i. e. 2. század közepétől kezdett terjeszkedni a Balkán-félszigeten, i. e. 12-9. között vették birtokba a Szávától északra fekvő részeket, így innen számítható e területen a római uralom kezdete. Akkoriban itt haladt át a Dunát Sopianaeval összekötő Sirmium illetve Mursa felé vezető katonai és kereskedelmi út. Pusztai Rezső régész 1949-ben a halastavat tápláló forrásnál nagyobb római villára utaló nyomokra lelt. Más ásatások alapján a Mohács-Pécsi úttól északra római eredetű árok figyelhető meg, amely az úttól 800 méter hosszan követhető egészen Pécs határáig. Az ásatások leletei bizonyítják, hogy Sopianae lakóinak virágzó szőlőskertje volt a környéken. A virágzó szőlőkultúrát az 1800-as évek végén dühöngő filoxéravész irtotta ki. A rómaiak életében döntő szerepe lett a 379-ben bekövetkezett hadrianapolisi csatavesztésnek, amelynek következtében a császári hatalom kénytelen volt engedni a dunai határra nehezedő barbár nyomásnak.

### Hun leletek
A rómaiak után a népvándorlás kora következett, amelynek jelentős képviselői voltak e területen a hunok az 5. században. Az üszögi hun lovas sírjának aranyleleteit a tudományos körök is számon tartják, mint a hun kori ritka fejedelmi leletek egyike. A Pécsi Napló 1900. február 11-i számában Szmik Antal osztálymérnök, a Múzeumi Egyesület titkára jegyzi a pécsüszögi arany lelet előkerülését.
Gross Antal nagybérlő üszögi pusztáján, az úgynevezett „török fürdő” feletti dombon, a kozári határban, a domb tetején elvonuló dűlő út mellett földforgatás közben, [1900] január hó 30-án, agyag rétegben, 70 cm mélységben arany leletre akadtak. … A leletet Szabó Imre tiszttartó úr magához vette, Gross Antal fia nekem személyesen megígérte, miszerint az 1-2 db kivételével, melyet emlékül meg akar tartani a városi múzeumnak fogja ajándékozni. … Igen érdekes lett volna főleg tudományos szempontból ismerni a lelet fekvését s közvetlen-közelben a föld anyag elrendezését, melyekből következtetni lehetett volna arra, hogy az aranylelet miként került a helyére; de így is örülnünk lehet, hogy ezen szép, nagy mű-beccsel s értékkel bíró leletet meg lehetett menteni s az elkallódástól megóvni. … Az értékes ajándék által oly becses tárgyakkal fog gazdagodni a múzeum, melyet sok ily tudományos intézet méltán fog tőlünk megirigyelni.
1900-ban még török korinak tartották az aranyleletet, de 1902-ben a pécsi városi múzeum régészeti osztályának leltárába már mint avar sírlelet került a lelet együttes és az arany tárgyak egyetlen teljes, egykorú leírása és közlése. Megtalálásakor az aranylelet súlya a kő ékítményekkel együtt 105 g volt, ma összesen alig több mint 73 g. 1902. elején Gross Antal ajándékaként jutott a pécsi városi múzeum régészeti osztályának leltárába egy vas lándzsa, egy aranylemezes vas zabla, kardhüvelyborító aranylemezek, íjborító aranylemezek, lószerszámdíszek és nyeregveretek, arany szíjvégek és aranylemez töredékek, ezüst pántok és keskeny ezüst lemezek, melyek lelőhelye (Pécs) Nagykozár – Üszögpuszta (Hun kor, 5. század – Janus Pannonius Múzeum Régészeti Gyűjtemény, ltsz.: 956).
Az üszögi hun lelet lelőhelyének meghatározására csak 1967-ben tettek kísérletet, mely vélemény szerint a lelet nem tekinthető másnak, mint halotti tor alkalmával elásott áldozati leletek együttesének. Feltételezhető, hogy a lelőhely környékén lehetett annak az előkelő hunnak a sírja is, akinek temetésekor az üszögi leletek földbe kerültek. Megerősített vélemény, hogy a lelőhelyen a hun uralom egyik katonai méltóságviselőjének temetkezési áldozata került elő. Az egymással szorosan rokon üszögi, bátaszéki és pannonhalmi lelet jellegét és összetételét tekintve keleten a Dnyeper torkolatvidékétől a Krímig terjedő terület néhány nagy leletével mutat meglepő hasonlóságot. 
Három arany szíjvég "díszítése a magyar hieroglif írás jeleivel elolvasható rövid szöveget rögzít. (forrás: Varga Géza: "Ragyogó úr" mondat egy Nagykozár Üszögpuszta lelőhelyről származó hun kisszíjvégen http://vargagezairastortenesz.blogspot.com/2018/08/ragyogo-ur-mondat-egy-nagykozar.html )
Hunokat a 6. században feltételezhetően a longobárdok követték. Emlékeik e körzetben nem kerültek elő, legközelebb csak Szentlőrincen.

### A 6. századtól a török kiűzéséig
A 6-9. században az avarok éltek e régióban. Rájuk vonatkozóan régészeti emlékeket a mai Kozármislenyben, a kiskozári szőlőhegyen találtak. A 10-11. században a magyarok következtek, akik először a Kárpát-medence középső részét vették birtokukba, majd innen fokozatosan terjesztették ki fennhatóságukat a medence szélei felé. Ismert volt több jelentős, de azóta elkallódott honfoglalás kori lelet is. A környékbeli helyiség nevekből, mint Nagyárpád, Kozár (=Kazár), Megyer, Hetény következtetni lehetett a megtelepülő magyar törzsekre is. A honfoglalás után Botond törzsének területe és a kazár nemzetség lakja. A 11. században kialakul Baranya vármegye, a várispánság középpontjában egy-egy földvárral, a püspökséggel és a baranyai esperességgel. Az egykori útvonalak kirajzolják Baranya akkori gócpontjait. Ezek Pécs, mint püspöki város; baranyavári várispánság, mint hadi központ; Pécsvárad, mint jeles apátság és közhely; koaszti várispánság, (a mai Kozármisleny melletti egykori erődítés) mint a hadi gyakorlatok központja. Mint másodrendű hely megemlíthető Vajszló vidéke. 1290-ben a pécsi káptalan által kiállított bogádi határ bejárásban az egyházi nemes tanuk között a meszesi, szabolcsi (egyházi) nemesek mellett üszögiek is szerepeltek. Üszög a 13. században már plébániás község lett. Kozár és Üszög is a 14. század elején jelentős hely volt, hiszen papjaik voltak, akik pápai tizedet fizettek. A káptalan tagjai között az üszögi pap 1333-ban 11 báni pápai tizedet fizetett. Ez mutatja, hogy Üszög e korban jelentős hely volt.
Üszög minden bizonnyal Pécs város sorsában osztozik. Tatárjárás, Mátyás gazdag kora, a 15. század nagy pestisjárványai követik egymást. 1526-ban a Pécsi Egyetem diákjai Baksay Sándor (1832-1915) regénye szerint az üszögi kiserdőben gyülekeztek és onnan indultak a mohácsi csatatérre. 1543. július 20-ig, a török megszállásig a pécsi püspökség birtoka. 1566-ban Sziget várának elestét követően megkezdődött Baranya vármegye megszállásának második igen hosszú szakasza, mely 1686-ig tartott. A 16. század második felében és a 17. században a Pécs környéki falvak lakói valószínűleg nem költöztek el. Timár György megállapítása szerint az 1570 körüli években, egyes falvakban ugyanazon családnevek tűntek fel a török kincstári defterekben, mint a török utáni évek kamarai összeírásaiban. E terület a török hódoltság időszakában a pécsi náhijéhez adózott. A török támogatta a római katolikus vallással szemben az új vallások térnyerését, így a reformációt is. Baranya vármegyében 1581-ben már csak három római katolikus pap tevékenykedett.
1686. október 16-án Buda várát a töröktől visszafoglaló keresztény sereg egyik hadoszlopa Tolna mellől indulva ért Pécs alá, majd kisebb ostrom után a várost védő háromezer török megadta magát. 1687. augusztus 12-én Nagyharsánynál, ami a második mohácsi csata néven vonult be a történelembe döntő ütközet zajlott le a Szent Liga csapatai és a török között, melynek következtében a Dunántúl délkeleti része teljesen felszabadult. A török alóli felszabadító háború igen nagy megterhelést jelentett a Habsburg Birodalomnak. Azért, hogy a terheket megossza, a felszabadult területeket a Császári Udvari Kamara kezelésébe adták, amely az elhagyott javakat – már amelyeket a földesuruk és lakosságuk elhagyott, vagy elhagyni volt kénytelen – csak megváltási összeg fejében adta vissza tulajdonosainak, vagy azok örököseinek, amit kevesen tudtak megfizetni. A kamara a területen prefektúrákat alakított ki, amelyek elvégezték a gondjaikra bízott javak számba vételét, felmérték a területen megmaradt falvakat, elsősorban adózási kötelezettségeik megállapítása céljából. A településből a török kiűzése után alig maradt valami, a feljegyzések szerint csak „romjaik”.

### A Batthyányiak kora
A birtokot 143 éves török megszállás után lefoglalja a Császári Udvari Kamara. A Kamara Pécsi Prefektúrájához tartozó terület lesz és okmányokban Vőszegh néven emlegetik. 1695-ben és 1696-ban Baranya vármegyében összeírták a településeket, szintén az adózási képességük megállapítása végett. Üszögről 1696-ban így írtak:
„ … Puszta falú. … Keresztény földesura a pécsi püspök. Hogy milyen évi cenzust fizettek urasága elismeréséül, azt nem tudni, mivel puszta. Török földesura Kys Kádija volt. … Lakói mind kálvinisták voltak. … A török időkben a tizedet a török földesúrnak szolgáltatták.”
Az Udvar Özv. Buchheimb (Bucheim) grófnőnek, született Mária Terézia grófnőnek adományozza, de hamarosan a Pálffyak kapják meg. A területre egyébként a pécsi papság is igényt tartott. A Batthyány család ősrégi magyar családok egyike. Eredetét a hét magyar vezér egyikétől, Őrstől származtatják. A család címerét I. Boldizsár kapta 1481-ben. A vért kék mezejében vízből magas szikla emelkedik föl, annak tetején pelikán, fészkében fiait vérével táplálja. A szikla üregéből oroszlán emelkedik, szájában pallost tartva. Gróf Batthyány Ádám 1662-ben született. Apjától a törökellenes harcokban edződött katonai virtust és jelentős birtoktesteket örökölt. Ádám katonai pályája meredeken ívelt fölfelé, 1678-ban főpohárnokmester, 1685-ben, 23 évesen dunántúli kerületi és a Kanizsával szembeni végvidék főkapitánya, majd házasságkötése évében a legfontosabb délvidéki katonai posztot töltötte be, horvát bánná nevezték ki. Végigharcolta a törökellenes felszabadító hadjáratot, 1685-ben Esterházy Pál mellett a magyar csapatok parancsnoka lett. A táti csatában az Esztergomot ostromló török sereg elleni győztes lovasroham egyik vezetője, Buda 1686. évi visszafoglalásánál a magyar könnyűlovasság vezére. Vezetésével vették be a szövetséges haderők 1688-ban Székesfehérvárt, majd 1690-ben Kanizsát. 1689-ben a Badeni Lajos vezényletével harcoló magyar huszárok parancsnoka. A zentai csatában (1697) Savoyai Jenő legjobb tisztjei közé tartozott. Karrierjét 1700-ban betetőzte az országbírói tisztség elnyerése. Felesége Strattmann Eleonóra fiatalon megözvegyült, Batthyány Ádám mindössze 41 éves volt, amikor 1703-ban Bécsben meghalt. Férje halálával hatalmas családi birtokok tulajdonosa lett, így kitűnő anyagi helyzete nem kényszerítette újabb házasságra. 1741-ben a Pálffyaktól vásárolta meg az üszögi uradalmat (Baranya vármegye, Mozsgóval és Somodorral). Batthyányné Strattmann Eleonóra a Batthyány-család életében jelentős szerepet töltött be. Nagy része volt abban, hogy a család a 18. században oly nagy karriert futott be, a birodalmi arisztokrácia krémjéhez tartozott. Magas kort ért meg, 1741. november 25-én, 69 éves korában hunyt el Bécsben. Megélte, hogy idősebb fia kancellár lett, a fiatalabb pedig huszár tábornagy, és örülhetett számos unokájának. A család életében betöltött szerepére jellemző, hogy utódai felvették a nevét és a családnak ez az ága a későbbiekben Batthyány-Strattmann néven szerepel a történelemben. Üszög – ez időben Vőszegh – uradalma 23 úrbéri jobbágy és zsellér községet birtokolt. A jobbágytelkek összes száma 435. Ezen szám 1948-ig 457 2/8 telekre emelkedett.
1729-ben indult meg nagyobb számban a német családok betelepítése Üszögbe, bár e folyamat már az országban 1720-as évek elején szervezetten, illetve néha spontán is megkezdődött. 1783-ban Üszögpusztán 59 fő lakott, felnőtt 38 fő, gyerek 21 fő. Római katolikusok, vallási szempontból az egerági plébániához tartoztak. Többségük magyar, kisebb részük német. Kis templomát jó anyagból építtette a Batthyány család. 1802-ben Üszögön 45 fő lakott, míg 1828-ban a magyarországi település felmérések alkalmával Üszögről csak igen röviden írtak: „14 ház, 83 lakás, kastélykápolnával, Batthyány birtok” Az üszögi uradalom kastélyai, pincéi és magtára valószínűleg a 18. században épültek, korai barokk stílusban, valószínűleg a korábbi uradalmi épületek helyén. Ezek nyomait, még nem kutatták, miként a volt faluét sem. A kastélyok formája közeli rokonságot mutat a család rohonci, ma az ausztriai Rechnitz kastélyával. 1836-ban egy országos kiadványban a következő jelent meg: Üszögön a Tétvölgyön egy kőboltozatos 2 öl nyílású híd, a következő völgyön pedig egy kőboltozatos 1,5 öl nyílású híd vezetett. .. „Üszögh magyar falu, fél órányira Pécstől. 80 katolikus, 6 református lakja. Díszére szolgál az urasági dombon épült gyönyörű kastély, 1 kápolnával s kerttel együtt. Ezen kis helység feje egy szép jövedelmes uradalomnak, mellyel hajdan Suza császári és királyi hadvezér bírt, erről gróf Pállfy Leopoldra, mint vejére szállott. Most gróf Batthyány Gusztáv és Kazimir bírják. Fehér bora az elsők közé tartozik a megyében.”
A reformkori birtokos gróf Batthyány Kázmér, a kor felvilágosult, haladó gondolkodású fia falvaiban iskolákat alapított. A mezőgazdaságot meg kívánta szabadítani a feudális kötöttségektől, így az 1839/1840-es országgyűlésen elfogadott önkéntes örökváltság lehetőségével élve szerződéseket írt alá fivére birtokain, annak megbízottjaként több Vas vármegyei faluval. 1847-ben a siklósi uradalmához tartozó falvakkal kötött ilyen szerződéseket. Az üszögi uradalomtól 1846-ban váltották meg a földjeiket pl. az egerágiak. 1845-ben megjelent Baranya vármegyének az első összefoglaló történeti munkája, melyben Üszöggel kapcsolatosan a következőket lehet olvasni:
„Jó fehér boráról híres, valamint erdői vannak, melyben bükk, szil, cser, nyár, és jegenyefák vannak. Az uradalom nagy gonddal vigyáz erre, hogy az erdők ki ne pusztuljanak.”
1848-ban Üszög lakossága 142 fő.
Gróf Batthyány Kázmér a szabadságharc idején Baranya vármegye főispánja. Megszervezi Baranya polgárőrségét, ott van a szenttamási ütközetben is. Miniszterséget, majd a szabadságharc bukása után Kossuthtal sorsközösséget vállal, és követi őt az emigrációban. Távollétében halálra ítélik, birtokait elkobozzák, Üszögöt bátyja gróf Batthyány Gusztáv kapja meg. Az emigrációban összekülönbözik Kossuthtal és Párizsba megy. Ott hal meg 1854-ben kisebb műtétjekor elkövetett orvosi hiba miatt. Felesége „Gróf Batthyány Kázmérné született Gróf Keglevich Auguszta” részvételét a szabadságharcban az 1848. december 12-én, Eszéken kelt röpirat „Szózat a Baranyai Hölgyekhez!” bizonyítja.
Az 1848-1849-es polgári forradalom és szabadságharc eseményei alig érintették Üszögöt, a nagyobb jelentőségű csaták elkerülték, a kastélyban honvéd kórházat létesítettek. 1849. november 17-én gróf Batthyány Gusztáv adósságai fejében 1.800.000 arany forintért eladta az üszögi és mozsgói uradalmakat a bécsi Biedermann Bankháznak. Üszögről Fényes Elek a következőket állapította meg: 
Puszta Baranya vármegyében. Pécshez ¼ órányira. 85 katolikus, 20 református lakja. Díszére szolgál a dombra épült szép uradalmi kastély. E puszta nevet ad egy uradalomnak, melyet hajdan Suza császári és királyi hadvezér bírt, … most Batthyány Kázmér zártömege bírja. A puszta 2000 holdat foglal el, termékeny szántóföldjei síkon, kövér rétjei s völgyben terülnek el, szép kis erdeje a pécsieknek mulatóhelyül szolgál.”
Az üszögi kastélyt igen szép park vette körül. Kitaibel Pál, a neves magyar botanikus már 1799-ben írt a parkról, és az angol Bright orvos 1815-ben a következőket írta: "A várostól fél mérföldnyire, sétautakkal tagolt ligethez értünk." Mivel Bright a mohácsi úton utazott, nem vitás, ez az üszögi kastélypark volt. Említi a másik oldalt is, az úgynevezett Kiserdőt, mely a kastéllyal szemben volt. Szépen fenntartott, ápolt kert. Mérete jócskán lecsökkent, de ez nem csökkenti a kertben található különleges növényfajok értékét. Termetes tiszafák (Taxus sp.), hárs (Tilia sp.) és spanyol meggy (Laurocerasus sp.) található a parkban. A kastélyhoz gesztenye (Aesculus sp.) fasor vezet.

### Az ipari forradalom
Pécs város „ipari forradalmát” a szénbányászat, és a hozzá tartozó szénszállító vasút indította meg. 1852-ben a Pécs környéki bányákat a Dunával összekötő vasútvonal építését az osztrák kormány kezdette el. A vasút építését legjobban a pécsi medence szénbányászatában érdekelt osztrák alapítású Erste Donau-Dampschiffahrts-Gesellschaft (DDSG) azaz Első Duna-gőzhajózási Társaság –DGT sürgette.
A 19. század közepén, a Dunán igen élénk hajóforgalom zajlott, a legtöbb vízi jármű az osztrák tulajdonú Első Duna-gőzhajózási Társaság (DGT) flottájából került ki. A vízi úthoz viszonylag közeli kiváló minőségű szén szinte hívogatta e társaságot, mely első mecseki bányáját 1852-ben vásárolta meg. A hamarosan megnyíló András akna teljesítményét azonban erősen korlátozta a szárazföldi fuvarozás nehézkessége. A szállítási költségek közel annyit tettek ki, mint maga a kitermelés, ráadásul a szenet a kikötőben a lassú beérkezés miatt sokáig kellett tárolni, ami minőségromláshoz vezetett. A szekérfogat csak jó időben, a vasút viszont bármikor közlekedhetett, így sínpálya állami beruházásként való építését határozták el. A kormány feladata a vasút megépítése volt, a DGT-nek a forgalmi eszközöket kellett beszerezni, valamint az építési költségeket törleszteni az állam felé. A munkálatokat helyi, valamint olasz, morva és cseh munkások végezték. Elsőként a Pécsbányatelep és Üszög (a mai Pécsbánya-Rendező pu.) közötti 5 km-es iparvágány készült el 1854. november 1-jére. Amikor az Üszögtől Mohácsig vezető pálya már megfelelően előrehaladott állapotban volt, a szekeres szállítást leállították, igen nagy veszteséget okozva a fuvarosoknak. Az 55 km-es vonalon az első szénvonat 1857. május 2-án haladt végig, a kocsik közvetlenül a Duna partjára érkeztek. A társaság a vasúti járműveket Ausztriából vásárolta, 1857 és 59 között nyolc gőzmozdonyt és mintegy 200 tehervagont szereztek be. A társaság kezdetben iparvasútként működött, azaz csak a bányákból kitermelt szenet fuvarozta a dunai kikötőbe. Egy év múlva, 1858. július 1-jétől azonban más áruk, majd újabb esztendő elmúltával, 1859. április 24-étől személyek szállítását is vállalva a vasút közforgalmú lett. Ezzel »kombinált összeköttetés« jött létre a mecsekaljai város és Pest-Buda között: az utasok Mohácsig hajóval, onnan Üszögig vonattal utazhattak, Üszög és a pécsi belváros között pedig a vendéglősök szerveztek kocsi járatokat. A vasúttársaság forgalma szépen gyarapodott, azonban a sínpár nem kapcsolódott az országos vasúthálózatba. 1868. május 6-án Üszögön az Osztrák Kereskedelmi és Iparhitelintézet, valamint a Rothschild S.M. Bankház finanszírozásával 68 km hosszban tíz és fél hónapi munka után megépített Pécs-Barcsi Vasút csatlakozott az országos vasútvonalhoz. A Mohács-Pécs Vasút kiegészítő részét, az Üszög–Szabolcs közötti 7,6 km és Üszög-Vasas közötti 14 km hosszú szárnyvonalat a Duna-gőzhajózási Társaság építette meg és 1873. augusztus 16-án adta át.
1869-ben nem hivatalos népszámlálásra került sor, felmérték Baranya településeit, így Üszögpusztát is. „Lakosság  286 fő, Római katolikus 274 fő, Ágostai evangélikus: 4 fő, Izraelita: 8 fő, Épület: 22, Középület: -, Magánépület: 22, Földszintes 31, Emeletes: 1, Csak lakóépület: 17, Bolt: -, Szoba: 97, Kamra: 20, Konyha: 39, Pince: 19, Fészer: 5,  Raktár: 1, Istálló: 16, Akol: 2, Tanító: 1, Gazdatiszt: 4, Hivatalnok: 7, Éves szolga: 61, Napszámos: 11, Iparban önálló: 8, Ipari munkás: 8, Szállítási munkás: 6, Személyes szolgálatban: 71, Munkanélküli 14 éven felül: 2 férfi, Olvasni tud: 1 férfi, 7 nő, Olvasni- írni tud: 49 férfi 31 nő, Analfabéta: 87 férfi 111 nő, Ló: 22 Szarvasmarha: 65, Szamár: 5, Juh: 2220, Sertés: 140, Méhkas: 23.”
1870-ben a bécsi Biedermann Bankház a jobbágyság felszabadításával az elvesztett falvai nélküli üszögi birtok megmaradt 1500 magyar holdját eladta a Gross (Üszögi-Nagy) családnak.
1878-tól Üszögpusztán távírda működött 2 írógéppel. Az első évben 273 táviratot kezeltek, vagyis ez a leadott és vett szövegek száma. 1881-ben Vöröskereszt Fiókegylet alakult.

### Munkásmozgalom kezdetei
Üszög történelmében jelentős helyet foglalt el az Üszögi Kiserdő is. Több mint fél évszázadon át volt a színhelye a munkásmozgalom kiemelkedő ünnepének, május elsejének, a romantikus kis erdősziget és az itt épült úgynevezett „Bagó-féle” vendéglő. Igazi jelentőséget az 1890-es évektől kapott, bár már 1870-1877 között itt majálist és juniálist rendezett a „Pécsi Rokkant – és beteg munkások egylete”. Első nagy tüntető felvonulás rendezője a pécsi szociáldemokrata pártszervezet volt. 1892-ben, amikor a pécsi hatóságok számtalan eszközzel megakadályozták az ünnepséget és felvonulást, határozat született, hogy a városból a munkásság a május 1-i ünnepségre az Üszögi Kiserdőbe vonul.1901-1908 között évente két alkalommal kereste fel a munkásság ezt a helyet. Május elsején és június második hetében, amikor „munkás juniális” címen szerveztek itt művelődési és politikai fórumot. A vendéglő tulajdonosa, Bagó József olyan környezetet teremtett, amely alkalmas volt több száz ember befogadására. A tulajdonos nevéről „Bagó-féle vendéglő” nevet kapta.1920-as években elsősorban a „Pécsi Földmunkások Egylete” tartott itt jelentősebb ülést. Az egylet megalakulása után bejelentette csatlakozását az üszögi villamostelep segédmunkássága is.

### A Gross-uradalom
(Üszögi-Bleyer Jenő visszaemlékezései alapján)
Ezekben az időkben Üszögpuszta képe teljesen eltért a ma láthatótól. Erről a korszakról – kérésünkre – Üszögi-Bleyer Jenő elevenítette föl emlékeit. Az ő visszaemlékezései alapján dokumentáljuk az 1925 és 1944 közötti időszakot.
Üszögi-Bleyer Jenő 1925. július 23-án született Kozármisleny-Üszögpusztán (Baranya vármegye). További információk a híres személyiségek fejezetben találhatók. 
„Az 1900-as évek elején Üszög két kastélyának tulajdonosai a Gross testvérek voltak. Gross Imréé volt a kis-kastély (ma Grawe Biztosító Vezérigazgatósága), aki eladta a Földhitelbanknak és házat vett Pécsen. Ez az épület ma a Nevelők Háza. A nagy kastély (ma Kastély Szálló), Gross Jenő tulajdona volt. Gross Jenő 1925-ben vakbélgyulladás perforációja miatt meghalt. Fia felnőtté válásáig özvegye 1925-1941-ig Bleyer Ferencet bízta meg a gazdaság vezetésével. A birtokot Gross Jenő fia, Gross Miklós örökölte meg. Gross Miklós Zürichben végzett egyetemen. Elvette a Leszámítoló és Pénzváltóbank igazgatójának a lányát, s hozományként 1 millió pengőt kapott. Ekkor a gazdaságnak volt egy 10000 holdas bérlete Tiszalúcon. Szépen éltek, született egy leánygyermekük. Az élet mégis úgy hozta, hogy egy bárban megismerkedett egy táncosnővel, akit később feleségül vett.  Ekkor viszont vissza kellett adnia a bankárleány egy milliós hozományát. Erre ment rá a tiszalúci 10000 hold bérlet.
Az uradalomban a kastélyokhoz csodálatosan gondozott park tartozott. A nagy kastéllyal szemben két út vezetett, az egyik a rózsalugashoz, a másik a pihenőhöz, ahova hintaágyakat, nyugágyakat helyeztek el mind a maguk, mind a vendégeik kényelmére. A park szépségét csak fokozták az utak mentén elhelyezett pálmák. A közelében lévő fehér kaolinos teniszpályát szép tujasor vette körül. A kis fenyvesben fácáncsibéket keltettek és neveltek. A kis-kastélytól délre a 3-4 holdas kertészetben fügét termesztettek, míg az üvegházban citrom érett. A puszta melletti egész hegyoldalon szőlőt termesztettek, mintegy 140 kh. területen. Az előállított bort Littkéékhez szállították alapanyagnak a pezsgőgyártáshoz. A bort a még Batthyányék által épített tized pincében tárolták. A szőlő területek már elöregedett tőkékből álltak.
A kastély közelében állt egy mintegy 50-100 főt befogadó kápolna, gyönyörű padokkal, oltárral. Minden vasárnap misét tartottak, fiáker hozta a gyárvárosi plébániáról Magyar kanonok urat. Ebben az időben Kozármislenyben nem volt templom, ezért onnan és a vasútról is idejöttek az emberek misére.”

### A 20. század első fele
Az első világháború a kis településen is mély nyomot hagyott, hiszen rengetegen estek el a háború különböző frontjain, vagy tűntek el nyomtalanul. Az első világháború után Nagy (Gross) Miklós birtoka, 762 kh. ingatlan tartozott hozzá, melyből 28 kh. szőlő volt. A birtok jelentős árutermeléssel vett részt Pécs városának közellátásában. Tehenészete ismert volt, több mezőgazdasági kiállításon mutatta be kiváló tenyész- és termelő-állományát. 1922-ben Üszögpusztán az oktatási intézmények felmérése alkalmával működő uradalmi magániskolát regisztráltak 1 tanteremmel, 1 tanítóval, 6 osztállyal. Az 54 beírt tanuló közül 54 római katolikus vallású, 53 magyar, 1 német volt. A tanítás nyelve magyar.
1926. évi községvizsgálati jegyzőkönyv szerint Üszögpusztán 336 fő, Üszög vasútállomáson 45 fő lakott. Üszögpusztán 7 ház, az üszögi vasútállomás mellett 5 ház állt. Az itt élők többsége földművelésből kereste kenyerét. Posta legközelebb Üszögpusztán volt. Ebben az évben a kiskozári képviselő-testület foglalkozott az Üszög-Ráczpetre közötti út szilárd burkolattal való ellátásával. Az út megépítését a vármegye is fontolgatta, ezért a kiskozáriak határozatban mondták ki, hogy az út épüljön ki, mert esős időben a közlekedés sok nehézséget okoz. Az egyesített község képviselő-testülete pénzügyileg is hozzájárult az Üszög-Ráczpetre közút szilárd burkolattal való ellátásáért. 1927. november 24-én az eddig Kiskozárhoz tartozó Üszög Kiskozár és Misleny községek képviselő testületeinek döntése nyomán, ezen községek egyesítése következtében közigazgatásilag az új nevű Kozármisleny községhez került. 1939-ben a Baranya Közjóléti Szövetkezet telepítési célokra 193 kh. és 788 négyszögöl szántót vásárolt meg Nagy (Gross) Miklóstól üszögpusztai földbirtokostól. 15 sokgyermekes családot kívántak Üszögpusztára áttelepíteni. Mivel az Üszögpusztán megvásárolt birtokrészen cselédlakások nem voltak, a szövetkezetnek 15 lakóházat kellett építeni. Egyszerű, kétszobás, konyhás, kamrás típusházak voltak ezek. El kellett látni őket a legszükségesebb gazdasági épületekkel is, hogy gazdálkodásra alkalmasak legyenek. Két családi házhoz építettek egy közös kutat. Valamennyi ház elkészült 1941 decemberéig. A telepesek Üszögpusztára Zala, Hajdú, Szabolcs, Fejér vármegyékből érkeztek és családonként átlag 8 gyermekük volt. Egy-egy család kb. 13 kh. földet, házat, gazdasági felszerelést, 1 pár lovat, tehenet, anyasertést kapott. Szükség szerint vetőmagot, műtrágyát és kenyérgabonát is biztosítottak számukra. A telepeseknek 33 iskolaköteles gyermeke volt, akik első évben Nagy Miklós által fenntartott uradalmi magániskolában jártak és értük a Baranya megyei Közjóléti Szövetkezetnek Nagy Miklós tandíjat fizetett. Üszögi iskola korabeli adatok szerint „állami iskola nyolc osztállyal, 80 négyzetméteren, 78 beíratott tanulóval, akik közül 70 római katolikus, 1 görögkatolikus, 7 református vallású, 78 magyar.”
1944. november 28-án érték el a szovjet csapatok Üszög térségét, miután előző napon délután Hosszúhetény, Romonya, Hird, Keszü, Nagykozár, Szőkéd karéjában folyt a csapatok összegyűjtése a Pécsért folyó harcra. Reggel kialakult az első harc a város körül, a két állomás közötti vasútvonalat szovjet aknák lőtték, hogy megakadályozzák a további elszállításokat és kiürítést. A városért folyó harc a késő esti órákban kezdődött. Éjfél után valóságos tüzérségi pergőtűz tombolt fél karéjban keleti és déli irányban a város körül. Különösen heves harc folyt a keménygadányi magaslaton, Pécstől délre. A szovjet parancsnokság az üszögi magaslatról irányította a hadműveletet. Az eseményt Györfi Béla, Kozármisleny 1972. évi krónikájában így örökíti meg: „Ezen a reggelen sűrű köd ülte meg a községet, amikor elkezdődött a támadás. A mohácsi úton harckocsik dübörögtek. A lakosság rémülten menekült az Óvóhelyre. Harc a községben nem bontakozott ki, mert a németek Pécs felé elmenekültek. Újtelepen és Üszögpusztán harcok alakultak ki a csapatok között. A harcokban több német és szovjet katona elesett. Üszögpuszta határában nagyarányú páncélos csata zajlott, a németek a túlerőben lévő szovjet csapatoktól vereséget szenvedtek és elmenekültek Pécs felé. Az elesett katonákat előbb az üszögi, majd a pécsi temetőbe helyezték el. A harcok során egy fiatal, 16 éves újtelepi fiú is életét vesztette. A községbe Villány felől érkeztek a szovjet csapatok. Ezek az utánpótlás biztosítására lovakat és kocsikat vittek magukkal. Az átvonuló csapatok vonulása napokig tartott” Az Üszögért folyó harcok erősségét és fontosságát alátámasztja a következő hadijelentés is:
17. Sebők István csendőrtizedes, a m. kir. csendőr tábori biztonsági zászlóalj 2. puskás századának katonája 1944. november 27-én Pécstől 12 kilométerre, délre Üszög-pusztánál a szentlőrinci úton közeledő szovjet harckocsik közül egy darab T-34 típusú harckocsit páncélököllel 5 méterről lőtt ki. A páncélos a találat következtében 10 méternyi út után árokba fordult és lángolni kezdett. A kilőtt élpáncélost követő 8 darab szovjet harckocsit német páncélvadászok semmisítették meg.
Hogy miért volt ez a vakmerőség a magyar katonákban? A földhöz jutás reménye miatt! „Az 1944. szeptember 30-án hatályba lépett 3480/1944. ME. sz. kormányrendelet 1. pontja kimondta: "Azt a harcost, illetőleg a m. kir. honvédségnek azt a tagját, aki a most folyó háborúban az ellenséggel vívott harcok során az egyéni küzdelem hősi erényeivel ellenséges harckocsit bármely közelharci eszközzel használhatatlanná tesz vagy harcképes állapotban zsákmányul ejt, minden más igény kielégítése előtt minden egyes leküzdött (zsákmányolt) harckocsi után öt katasztrális hold terjedelmű, mívelhető, legalább középminőségű földhöz kell juttatni. Amennyiben a fegyvertény során a harcos életét veszti, törvényes leszármazóját, ilyen hiányában házastársát, s ha ez sincs, szüleit tíz katasztrális hold ugyanilyen mívelhető földterület illeti meg." A földhöz juttatásra igényt biztosító harccselekményt a rendelet 3. pontja szerint földi harcban kell végrehajtani közelharci páncélromboló eszközzel (páncélököl, páncélrém, páncélromboló járőr felszerelés, kötegelt kézigránát, puskagránát stb.); löveggel történő kilövés esetén csak a löveg irányzója volt jogosult a felterjesztésre. Ez az adott korszak fegyverzettechnikai lehetőségeit figyelembe véve a katonától azt követelte meg, hogy az alkalmazott eszköztől függően (leszámítva a páncéltörő ágyút) egy – az ellenséges harckocsitól számított – maximum 150 méter sugarú körben támadjon meg egy hatalmas, legtöbbször mozgó, páncéllal védett, igen zajos és legalább egy löveggel, valamint két géppuskával tüzelő "manőverező erődöt". Erre csak hidegvérű, igen bátor katonák voltak képesek.” Karlste Károly – jelenleg Kozármislenyi lakos – aki ebben az időben az Üszögi vasútállomáson lakott, így emlékszik vissza: „Súlyos harcok folytak az üszögi vasútállomásért, ahol a németek még páncélvonatot is felvonultattak a szovjet csapatok ellen. Két nap után a német csapatok elvonultak a páncélvonattal Pécs irányába, de addig is tűz alatt tartották a szovjet csapatokat.” 
Üszögi-Bleyer Jenő elmondása alapján a harcok alatt az uraság felesége és a volt cselédség levonult a pincébe, mert az volt biztonságos. Mikor az orosz harcoló alakulatok megérkeztek biztosították őket, hogy nem kell félniük. Az uraság felesége azonban nagy hibát követett el, mert kinyitotta a borospincét ahol a katonák berúgtak, majd 4-5 asszonyt megbecstelenítettek. Valakinek sikerült a szellőzőn keresztül kibújnia és hívni egy tisztet, aki rendet teremtett. Gross Miklós felesége még éjjel bement Pécsre a Toldi u. 3. szám alatti házukba. A kastélyparkban lőszerraktár, a magtár tetején szövetraktár volt. A kápolnát 1944-ben a harcok során rommá lőtték, a kastélyt is több komoly találat érte.  A háború befejeztével Gross Miklós rendbe tetette a kastély és visszaköltözött Pécsről.
1945. március elején Dr. Szendrő Antal kozármislenyi körjegyzőlevélben fordult a pécsi járás főszolgabírójához: „Az üszögi uradalomnak kiadott állatleadási felhívást tisztelettel beterjesztve jelentem, hogy nevezett uradalom a száj- és körömfájásra való hivatkozással az állatleadási kötelezettségének eleget tenni nem hajlandó, felsőbb hatósági intézkedést kér. Legyen szabad megjegyeznem, hogy az uradalomnak azon magatartása, hogy állatleadási kötelezettségének nem hajlandó eleget tenni a község lakosai között a legnagyobb elkeseredést idézte elő. Különben is a község így állatleadási kötelezettségének nem bír eleget tenni. Nem kívánható az, hogy akinek csak egy szarvasmarhája van, illetve csak egy tehene és egy 100 kg aluli borjúja van, az is tehenet adjon le azért, hogy az uradalom helyett is eleget tegyen az állatleadási kötelezettségnek. Kérem az uradalmat felhívni, hogy állatleadási kötelezettségét ő is teljesítse, mert nem lehet az kibúvó, hogy nála száj- és körömfájás van akkor, amikor az oroszok által összegyűjtött és az uradalom karámjába lévő szarvasmarhák között is terjed a száj- és körömfájás a ma reggeli jelentésünk szerint.”
Az emberek sorsát a politikai szándékok mellett a gazdasági folyamatok határozták meg. Az egyik ilyen az 1945-ös földreform volt. 1945. március 18-án jelent meg „A nagybirtokrendszer megszüntetéséről és a földművesnép földhözjuttatásáról” szóló 600/1945. Me. számú rendelet. A rendelet szabályozza a nagybirtokrendszer megszüntetésének és a föld felosztásának módozatait. Tisztázza, hogy kinek a földjét kell elkobozni, megváltani, kik kaphatnak földet és mennyit. 1945-ben elkobozták Gross Miklós kastélyát, elvettek 7 lakóházat, 1 gazdasági épületet, 1 lovat, 24 szarvasmarhát, 1 gőzgépet, 1 cséplőgépet, 14 ekét, 4 tárcsás boronát, 6 kapálógépet, 4 hengert és 8 boronát. Az üszögi kiserdő romantikája akkor ért véget, amikor az itt átviharzott harcok alatt az ottani öreg csárda olyan súlyos telitalálatot kapott, hogy régi élete ezzel be is fejeződött. A földreform során a kokszművek munkásai és tisztviselőinek szabad szakszervezete kiigényelte az Üszögi Kiserdőt, romcsárdájával együtt, amit a Baranya megyei Földbirtokrendezői Tanács 1531/1945 szám alatt odaítélt nekik. A kokszművek munkásai a romcsárdát újjáépítették és Szakszervezeti Háznak rendezték be. Üszögpusztán 1948. január 28-án 21 főnek pótlólag 25 kh és 131 négyszögöl földet osztottak ki.
Nagy (Gross) Miklósnak Üszögpusztán 762 kh és 611 négyszögöl nagyságú ingatlana volt, ebből 28 kat. hold szőlő terület, amelyet a földreform szerint ötszörösnek számítottak, így ingatlanának összterületét 874 kat. holdnak vették. Nagy Miklós a fennálló rendelet szerint – 200 holdig mentesül az igénybevétel alól annak a földműves családból származó birtokosnak (kulák) az ingatlana, akinek élethivatása a mezőgazdasági termelés – kérelmezte 200 kat. hold meghagyását, de a Baranya Megyei Földbirtokrendező Tanács kérelmét elutasította azzal az indoklással, hogy földművesnek csak kétkezi munkás tekinthető. A Nagy (Gross) birtok pedig államosításra került.
Az államosítás után a Sertéstenyésztő Nemzeti Vállalat, majd az Állami Tangazdaság kezelte az egykori birtokot.
Kozármislenyben 1975-ben két iskola működött, az egyik a településen, a másik Üszögpusztán. Az üszögpusztai általános iskola tanulóinak száma 84 fő, 6 fő nevelő. Az iskolakörzetben csak alsó tagozat működött, a felső tagozatosok Pécsre az Egyetem utcai iskolába kerültek. 1976-ban Kozármisleny könyvtárának fiók könyvtára működött Üszögön.

### A 20. század második fele
1953-ban a Pécsi Állami Gazdaság kapja meg az Üszögi területeket a rossz állapotú, romos épületekkel. Mezőgazdasági termelés folyik, de a puszta képe lehangoló marad. Üszög felvirágoztatása akkortól indul meg, amikor a gazdaság új igazgatót kap 1977-ben, Cser László személyében. A közel 15 éves igazgatói pályafutása alatt Üszögbe visszatér az élet, családok tömkelege alapozza meg itt a jövőjét. Mai kulturált lakókörnyezetünket neki köszönhetjük.
Dunántúli Napló XXXIV. évfolyam, 316. szám 1977. november 17. : „ Bombaként robbant a hír: egy gazdaság, vállalat sem vállalja Pécsett a lótartást és az ezzel járó nehézségeket, feloszlatják a PMSC öttusa szakosztályát s elviszik a lovakat. A lovagolni vágyók hiába sóvárogtak az okos négylábúak után. Örömmel írjuk le: nem sokáig; a Pécsi Állami Gazdaság igazgatója, Cser László kezdeményezésére széles körű összefogással lovasiskola nyílt a város határában, Üszögpusztán, melyet dr. Pál János az országos Lótenyésztési Felügyelőség főigazgatója, a Magyar Lovassport elnöke is felkeresett… A kastély alatt nemzetközi lovaspálya épül a közeljövőben. Tervei elkészültek, kiviteli munkáival előreláthatólag a tervidőszak végére végeznek. Helyet kap itt lovaspálya, öltöző, istálló, autóparkoló és a teraszosan kiképzett ülőhelyekről csaknem 3000 ember tekintheti meg majd a rendezvényeket.”
1977-ben Üszögpuszta szemmel látható fejlődésen ment át. Lebontották a romos, életveszélyes régi cselédlakásokat, helyette kerítéssel ellátott területet alakítottak ki, a dolgozókat kölcsönnel támogatva serkentették családi ház építésére. Így alakult ki a mai lakótelep.
A Pécsi Állami Gazdaság meghatározó szerepet játszott Pécs város élelmiszer-ellátásában.
Népszabadság 1979. március 29.: „Pécs gyarapodásával növekszik a lakosság áru ellátásának gondja is. Ezért fogadta a városi tanács örömmel a Pécsi Állami Gazdaság ajánlatát, a város élelmiszer-ellátásának javítására… A város ellátása szempontjából a Pécsi Állami Gazdaság termelési szerkezete is kedvező, mert nagy mennyiségű sertés- és marhahúst, zöldségfélét és gyümölcsöt, ezenkívül tojást, tejet, vörös és fehér bort termelnek. Pécsett most új lehetőség teremtődik ahhoz, hogy a gazdaság jobban bekapcsolódjék a kereskedelmi ellátásba. Épül a városban a nagy vásárcsarnok, ahol a Pécsi Állami Gazdaság látja majd el a boltokat friss áruval, sőt termelvényeit saját üzleteiben is árusítja majd.”
Cser Lászlóval történő beszélgetésünk során elmesélte, hogyan kezdődött el a gombatermesztés, miért újították fel a kastélyokat. Mindig kihívásnak érezte valami olyat alkotni, amit más nem csinált. Üszögön üresen álltak a pincék, melyeket még Batthyányék építettek. Előzetes felméréseik alapján Pécsett csak nehezen lehetett gombához jutni. Először itt próbálkoztak a gombatermesztéssel, majd hamarosan a pécsi pincék is megteltek komposzttal. El lehet mondani, hogy Üszögön lett lerakva a Dél-Dunántúl gombatermesztésének alapjai. Magyarországon, Budapesten kívül a legnagyobb termelőbázis volt, és ami még fontosabb, hogy számos családi vállalkozás épült erre.
Népszabadság 1979. 04. 09.: „A Pécsi Állami Gazdaság most vállalta, hogy Üszögpusztán állít elő csiperkét, laskát, óriás harmatgombát pincében, együttműködve a csepeli Duna Tsz-szel, ahonnan a komposztált, hőkezelt, gombacsírával beoltott lótrágyából készült gombakomposzt érkezik.”
A Pécsi Állami Gazdaság központja Pécsett volt. A termelés viszont vidéken folyt. Amikor az üszögi cselédlakások lebontásra kerültek többen felhívták a figyelmét Cser Lászlónak, hogy azok a lehangoló látványt nyújtó kastélyok egykor gyönyörű épületek voltak. 1979-ben kezdődött meg az IBUSZ támogatásával a műemléki védettséget élvező összedőléssel fenyegető üszögpusztai kastélyok felújítása.
Az első kastélyt szállodává alakították. A szálloda 22 szobával és 3 faházzal állt a vendégek rendelkezésére, akik a kiváló konyhájáról ismert étterem, a borospince, és új szauna szolgáltatásait vehették igénybe.
Ércbányász, 1980. 08. 15.: „Néhány évvel ezelőtt még romos épület, elhanyagolt, gazzal benőtt park vonta magára a figyelmet az üszögpusztai kanyarban. A lebontásra ítélt barokk kastély, azóta megszépülve, eredeti stílusában helyreállítva, megnyitotta kapuit az idegenforgalom számára.”
1981. november 8-tól Üszögpusztára kerül a Pécsi Állami Gazdaság központja.
1983-ban átadásra kerül az étterem, melynek tetőterében szintén szállodai szobák találhatók.
Cser László megálmodta, hogy a kastély parkban gyönyörű lenne egy ló-szobor. Egyszer Szekszárdon járt, és meglátta Farkas Pál szobrászművész alkotását, a Babits szobrot. Ekkor döntötte el, hogy ezt a művészt kéri fel a munkára, aki elvállalta. Több mintát is készített, de nem nyerte el a tetszését az igazgatónak. Az ötletet végül ágaskodó csikók látványa adta, s a szobor mára jelképévé vált Üszögpusztának.
A szálloda névadásakor a Batthyány-Strattmann névre esett a választás, melyhez a jelenleg Bécsben élő utódok hozzájárulásukat adták és részt vettek az avatási ünnepségen. Üszögpuszta Baranya vármegye egyik idegenforgalmi bázisává vált.
Üszögben a Kastély Fogadó Vendégkönyve bejegyzései alapján rengeteg ismert és híres ember fordult meg: Illyés Gyula, Kurnik Ernő, Losonczi Pál, Dr. Markoja Imre, Dr. Villányi Miklós, Zenthe Ferenc, Gerlóczy Gedeonné,  Victor Klein, Németh Károly, Marton Frigyes, Pozsgay Imre, Stein Anna, Váncsa Jenő, Batthyány-Strattmann László és családja, Péchy Blanka, Üszögi Gross Antal, Nemes-Nágel Lajos, Nagy Ferenc József.

### Az 1990-es évek
A rendszerváltás idejében az Állami Gazdaság is nagy változásokon esett át. Először szétvált a Pécsi illetve a Pécsváradi ÁG-ra, majd a kárpótlás földosztás-sorozata csökkentette le a területek nagyságát. Már nem szerveztek hét országra szóló lovas-napokat, kivonultak az üszögi civil-életből is. A tőkehiány miatt egyre több objektumot adtak el, így többek között 1994-ben a Kastélyokat a hozzájuk tartozó területekkel együtt. 
Így kerültek a Kastélyok a Bayou Kft. tulajdonába, amely a GRAWE egyik magyarországi ingatlangazdálkodó cége. Az épületek kisebb átalakítás és kényszerszünetek után újra funkciónak megfelelően működtek. A Nagykastélyban lévő Batthyány-Strattmann Kastély Szállót a bérlő, a MIOK Pécsi Termelőiskolája működtette tanszállóként és tanétteremként, a kis kastélyban pedig a GRAWE Életbiztosító Zrt. rendezte be magyarországi központját.
Az üszögiek nagy részét egykor az egy munkáltatóhoz való tartozás jellemezte. A munkáltatónak – Pécsi ÁG – a megszűnésével apránként kialakult egy hiánytünet együttes. Ezt az űrt töltötte és tölti be a 2000-ben alakult ÜSZÖGÉRT Egyesület.

### A jelen
Ez a kis lakóközösség már régebben is tevékenyen működött, azonban jogi keretek nélkül (gázhálózat kiépítése, kábel-TV hálózat kiépítése, és üzemeltetése, útépítés, játszótér rendben tartása, belső utak többszöri kátyúzása saját erőből, stb.).
Az újkori működés tulajdonképpen a buszmegálló felújításával kezdődött. E munka végzése során tudatosult többekben, hogy manapság már szervezett keretek nélkül az összefogás is kevesebbet ér, és sokszor eredmény nélküli marad. Ezt felismerni segített az önkormányzati képviselő is. Az egyesület önfenntartó, közhasznú szervezetként működik. Bevételeit a tagdíjakból, pályázatokból és támogatók adományaiból tudja realizálni. Az eddigi működés alatt többször sikerült Pécs városi, megyei valamint országos pályázatokon támogatást nyerni céljaik megvalósításához. A Nemzeti Civil Alapprogram kapcsán 2004-től elnyert összegek nagymértékben stabilizálták az egyesület tevékenységének finanszírozását.
Hagyományos rendezvényeket tartanak, mint például az „Üszögi Juniális”, az „Üszögi Őszi Nap”, valamint a „Mikulás Üszögben”. 2004-ben még csak az üszögi gyerekek esti meglepetése volt az „újraéledt” Halloween, 2005-ben azonban már mintegy negyvenen vettek részt az eseményen. 2005-ben „Nosztalgia Majális”-t rendeztek az Üszögi Kiserdőben, amely hajdan a pécsiek kedvelt szórakozóhelye volt. 2001 februárjától havi rendszerességgel jelenik meg az „Üszögi Híradó”, amelyet minden egyesületi tagtárshoz és üszögi családhoz térítésmentesen eljuttatnak. A településen 2002 óta működik a szelektív hulladékgyűjtés. 2003 óta működik az Ifjúsági Klub, amelynek fejlődését hátráltatta, hogy változó helyszíneken üzemelt. Az egyesület kezdeményezte az önálló Pécs – Üszögi Településrészi Önkormányzat megalakítását 2003-ban Pécs város polgármesterénél. A Részönkormányzat a kezdeményezést követő évben megalakult.
Mint közhasznú szervezet 2005-től már jogosult fogadni a személyi jövedelemadóból felajánlható 1%-okat. 2005 őszén Pécs városával közösen részönkormányzati közösségi terek létrehozására 5 600 000Ft pályázati pénzt nyert az egyesület. Ennek köszönhetően épült meg 2006. augusztus 10. és október 30. között – önkéntes közhasznú munkavégzés keretében – az Üszögi Közösségi Ház. Az építkezés első ütemének anyagköltsége 5 900 000 Ft volt, az elvégzett közhasznú munka értéke mintegy 4 000 000 Ft. A Közösségi Ház továbbépítése az anyagi lehetőségek függvényében jelenleg is folyik. A Közösségi Ház – Pécs városával tizenöt évre kötött haszonkölcsön szerződés alapján – az Üszög Egyesület kezelésében van.

## Neves szülöttek
- Gyenis Antal (Üszögpuszta, 1871. dec. 30. – Tamási, 1919. aug. 13.): szerkesztő, tanító. 1891-ben tanítói oklevelet szerzett. Tíz évig falusi iskolákban tanított, 1901-től Dombóváron elemi iskolai igazgató. 1912-től a Dombóvár és Vidéke c. heti lap főszerkesztője, számos haladó pedagógiai gondolatát fejtette ki benne. Az októberi polgári forradalom idején a Nemzeti Tanács, a Tanácsköztársaság alatt a direktórium tagja, forradalmi törvényszéki elnök. A Tanácsköztársaság bukása után elfogták és kivégezték.
- Pártos Alice (Üszög, 1901. dec. 21. – Bp., 1966. nov. 12.) orvos, radiológus, balneológus. Bernáth Aurél festőművész felesége. 1926-ban Berlinben szerezte meg orvosi oklevelét. 1926–1938-ban Pöstényben fürdőorvos, 1938–1945-ben a Pajor Szanatórium balneológusa és reumatológusa, 1945–1948-ban a Lukács fürdő orvosa, röntgen-orvos, 1948–1966-ban az ORFI főorvosa. Reumatológiával foglalkozott. – Irod.: Schulhof Ö.: P. A. (Orv. Hetil., 1966, 51. sz.).
- Üszögi-Bleyer Jenő 1925. július 23-án született Kozármisleny-Üszögpusztán (Baranya vármegye). Apai nagyapja tiszttartó volt, okleveles mezőgazdász. Édesapja, Bleyer Ferenc (1886-1944) mezőgazdasági akadémiát végzett, 1911-ben az üszögi uradalomhoz kerül, ahol az 1500 kh. gazdaság teljhatalmú vezetője lett. 1914-1918 között a szerb, az orosz és az olasz fronton harcolt, fogságba esett, 1919-ben tért haza és 1941-ig egyedül vezette a gazdaságot. Édesanyja, Weil Erzsébet (1896-1944) felsőfokú kereskedelmi érettségivel rendelkezett, a háztartást vezette. Szüleit a nácik 1944-ben Auschwitzban megölték. 1949-ben kötött házasságot, felesége, Nehr Klára a pécsi Leöwey Klára Gimnázium gazdasági igazgatója. Három gyermekük született, Erzsébet (1950) mentálhigiéniai főorvos, Ferenc (1952) mezőgazdasági mérnök, Klára (1956) német-angol szakos általános iskolai tanár. Az általános iskolát Üszögpusztán, a középiskolát Pécsett, a Széchenyi István Gimnáziumban végezte. 1943-tól 1944-ig az újvidéki Magyar Királyi Állami Kereskedelmi Főiskola, 1946-tól a Keszthelyi Mezőgazdasági Akadémia levelező tagozatos hallgatója. 1943-tól 1944-ig az üszögi gazdaságban gyakornok. 1944-ben behívták Mohácsra, munkaszolgálatra. 1945-ben a Szovjet Városellátó Gazdaságnál dolgozott. 1946-tól 1951-ig a Károlymajor-tésenyi Állami Gazdaságot vezette, majd a Siklós-villányi Állami Gazdaság főagronómusa. 1951-től 1985-ig, nyugdíjazásáig a Pécsi Gabonaforgalmi Vállalatnál dolgozott, mezőgazdasági osztályvezető, 1958-tól kereskedelmi igazgató. 1994-2002-ig országgyűlési képviselő.

## Nevezetes épületek, szobrok
- Üszögi Batthyány-Strattmann kastély: Műemlék, épült a XVIII. században.
- Üszögi kápolna: épült 1899-1900-ban, elpusztult 1944-ben, csak a helyét ismerjük.
- Üszögi iskolaépület: jelenleg magántulajdon (TUNO Kft.), épült 1882-ben.
- Postahivatal: nem tudjuk mikor épült, elbontásra került 1984-ben, nevét a mellette elhelyezkedő „Postakút” őrzi.
- „Barokk magtár” ipartörténeti emlék, nagy teherbírású fafödémes épület. Valószínűleg a XIX. században épült.
- Üszögi víztisztító-víztározó: 1960-ban üzemelték be a város és az erőmű megnövekedett igényeinek biztosítására. Pécs város ivóvízszükségletének egy részét innen biztosítják.
- Farkas Pál: „Méncsikók” szobra, a kastélyparkban, 1984. (500X450X110 cm, vörösréz/kő talapzaton)
- Üszögi Közösségi Ház: épült 2006-2009, városi tulajdon, különlegessége, hogy az építés az ekkor már nem divatos „társadalmi munkában” történt.

## Jövőkép
Ahogy befejeződik az ISPA program, Üszög összközművessé válik. Van víz, villany, gázhálózat, átadás alatt áll a csatornarendszer. Lakóterületi fejlesztési elképzelése, illetve terve a GRAWE Zrt.-nek van. A lovaspálya helyén illetve az Üszög és a keleti elkerülő út közötti területen több mint száz lakóingatlan kerülhet kialakításra. Az ipari park további beépítésével több üszöginek nyílhat lehetősége lakóhelyéhez közeli munkát találni.